# Husiatyn (stacja kolejowa)
Husiatyn (ukr. Гусятин) – stacja kolejowa w miejscowości Husiatyn, w rejonie husiatyńskim, w obwodzie tarnopolskim, na Ukrainie.
Stacja powstała w czasach austro-węgierskich jako końcowa stacja Galicyjskiej Kolei Transwersalnej, początkowo bez połączenia transgranicznego z Rosją. W latach 1918–1945 stacja znajdowała się w Polsce. Istniało wówczas przedłużenie linii przez Zbrucz do Sowietów, lecz nie prowadzono na nim ruchu transgranicznego.
Husiatyn do dziś pozostaje stacją krańcową, a wyjazd możliwy jest tylko w kierunku zachodnim.